# Descartes (álbum)
Descartes es el duodécimo álbum del cantautor cubano Silvio Rodríguez.
El disco está formado por las canciones "descartadas" de la trilogía Silvio, Rodríguez y Domínguez, a excepción del tema Rosana, que es una grabación nueva.
Las canciones están interpretadas con el único acompañamiento de guitarras, a excepción de algunos temas como Lo de más y Rosana, donde encontramos un acompañamiento de más instrumentos. 
La carpeta del disco incluye un texto del escritor Ernesto Sabato.

## Lista de canciones
1. En busca de un sueño - 2:59
2. Tu imagen - 2:39
3. Lo de más - 4:00
4. Vida y otras cuestiones - 4:13
5. Romanza de la luna - 2:37
6. El trovador de barro negro - 3:39
7. Paloma mía - 3:01
8. A caballo - 2:52
9. La cosa está en... - 2:48
10. Rosana - 6:20
11. La tonada inasible - 4:04
12. Por todo espacio, por todo tiempo - 3:32
13. Lo que quisiste ser - 3:38
14. Las ruinas - 4:02
15. Esta es la vida - 3:07

## Créditos
- Letra y música: Silvio Rodríguez.
- Producción, dirección musical y arreglos: Silvio Rodríguez
- Grabación: Jurek y Maykel
- Mezcla: Jurek, Maykel y Silvio
- Masterización: Víctor Circard
- Foto de portada: Niurka González
- Diseño: Roque